# Johan Appelgren
Johan Appelgren, född omkring 1778, död efter 1819, var en svensk klavikordbyggare i Stockholm.

## Biografi
Var mellan 25 oktober 1794 till 25 oktober 1798 lärling hos snickarmästaren i Linköping Anders Ekström. Under det kommande 2 och 1/4 år arbetade han som gesäll åt olika mästare i landet. 25 oktober 1802 till 18 oktober 1808 var han gesäll hos snickaren och schatullmakaren Daniel Sehfbom i Stockholm. Från juni 1809 till 28 oktober 1810 var han gesäll hos klavermakaren Pehr Lindholm i Stockholm. 26 november 1810 till 24 september 1811 var han bolagsman tillsammans med Erik Grönbom. När firman upphörde återvände Appelgren till Pehr Lindholms verkstad där han stannade mellan 1812 och 31 augusti 1813.
Han fick tillsådn att ha en klaver och fortepiano verkstad och ett tråddrageri den 15 september 1813. Hans verksamhet tros ha upphört efter 1820.

## Hammarklaver
- 1815 - Hammarklaver. Förvaras på Blekinge museum, Karlskrona.

## Produktion
| År   | Produkt/Arbete | Summa          |
| ---- | -------------- | -------------- |
| 1819 | Instrument.    | 200 riksdaler. |
| 1820 | Instrument.    | 200 riksdaler. |